# 찬양과 함께
찬양과 함께는 대한민국의 방송국 기독교경남방송의 라디오 채널 경남CBS 표준FM에서 월요일 ~ 토요일 낮 12시 5분부터 1시 30분까지 방송되는 찬양 음악전문 라디오 프로그램이다.

## 같이 보기
- 경남CBS 표준FM
- 기독교경남방송